# FreeBSD
FreeBSD là một hệ điều hành kiểu Unix được phát triển từ Unix theo nhánh phát triển của BSD dựa trên 386BSD và 4.4BSD. Nó có khả năng chạy trên các bộ vi xử lý tương thích với họ vi xử lý x86 của Intel, AMD64, PowerPC, ARM, ARM64, riscv64. FreeBSD thường được đánh giá cao nhờ vào tính tin cậy và mạnh mẽ của nó.

## Lịch sử và quá trình phát triển
Quá trình phát triển của FreeBSD được khởi đầu vào tháng 11 năm 1993 bởi Jordan Hubbard, và được phát triển từ mã nguồn của 386BSD. Tuy nhiên, vì một lý do liên quan tới tính pháp lý của các mã nguồn sử dụng trong 386BSD, FreeBSD đã phải xây dựng lại rất nhiều phần trong hệ thống với phiên bản FreeBSD 2.0 phát hành vào tháng 1 năm 1995 sử dụng bản phát hành 4.4BSD-Lite của trường Đại học California tại Berkeley.
Trong phiên bản mới 8.0, FreeBSD chính thức hỗ trợ ZFS (hệ thống file) và giao diện GSSAPI của NFS phiên bản 3.

## So sánh với Linux
Mặc dù có những đặc điểm tương đồng nhưng FreeBSD khác so với Linux:
- FreeBSD là một hệ điều hành hoàn chỉnh, trong khi Linux là một nhân (kernel) của hệ điều hành; thực ra Linux kết hợp với bộ các phần mềm GNU tạo nên hệ điều hành GNU/Linux.
- FreeBSD được phát triển bởi một số nhất định các thành viên có chuyên môn trong nhóm; trong khi Linux thuộc quyền sở hữu của Linus Torvalds nhưng các phần mềm Linux không hạn chế số người viết.
- Hệ thống gói chương trình (BSD ports); so với các gói deb của Debian/Ubuntu hoặc rpm của Red Hat/Fedora Core.
- Thông thường các file (nhị phân) chạy được trên Linux thì cũng chạy được trên FreeBSD, nhưng ngược lại thì không được.

## Ứng dụng
Có nhiều công ty lớn sử dụng FreeBSD cho hệ thống máy chủ:
- Yahoo
- Sony
- Netflix

Ngoài ra, Nintendo còn sử dụng mã nguồn từ FreeBSD và Android cho Nintendo Switch.

## Các hệ điều hành cùng dòng
- OpenBSD
- NetBSD
- DragonflyBSD
- PC-BSD